# Orel (Chrudim)
Orel é uma comuna checa localizada na região de Pardubice, distrito de Chrudim.